# Восток-2
«Восток-2» — второй пилотируемый космический корабль из серии «Восток», запущен 6 августа 1961 года в 9 часов московского времени с космодрома Байконур. Первый в мире космический полёт длительностью более суток. Впервые космонавт спал в невесомости, выполнял простые упражнения в качестве зарядки.
До 20 июля 2021 года Герман Титов был самым молодым человеком, побывавшим в космосе — 25 лет и 10 месяцев 25 дней (уступив первенство 18-летнему космическому туристу Оливеру Дамену).

## Параметры полёта
- Масса аппарата — 4,731 т;
- Наклонение орбиты — 64,93°.
- Период обращения — 88,46 мин.
- Перигей — 183 км.
- Апогей — 244 км.
- Время полёта — 25 часов 11 минут.

## Экипаж
- Экипаж корабля — Титов, Герман Степанович.
- Дублирующий экипаж 1 — Николаев, Андриян Григорьевич.
- Дублирующий экипаж 2 — Нелюбов, Григорий Григорьевич.

## Выбор космонавта
О запуске «Восток-2» Титову сообщили сразу после полёта Гагарина. Относительно факта, что Герман Титов полетел вторым, а не первым, бытует мнение, что выиграть конкуренцию у Юрия Гагарина ему помешало имя, похожее на иностранное, но более правдоподобна версия о том, что физически более подготовленного Титова приберегли для более сложной миссии.
Медики хотели, чтобы второй полёт человека продолжался не более трёх витков, но космонавт (при поддержке Королёва) настоял, что лететь нужно на сутки.

## Описание полёта
Проводились медико-биологические эксперименты и киносъёмка Земли с борта космического корабля. Космонавт дважды управлял кораблем вручную, выполнял его ориентацию и стабилизацию. Полёт подтвердил возможность длительного пребывания и работы человека в условиях невесомости. Впервые космонавт пообедал и поужинал, спал в невесомости. Были сделаны первые фотоснимки Земли.
На втором обороте вокруг Земли Титов передал ряд сообщений, свидетельствующих о том, что полёт проходит успешно. Пролетая над отдельными районами планеты, космонавт последовательно передавал приветственные сообщения; пролетая над территорией Советского Союза в 10 часов 38 минут московского времени, Титов обменялся радиограммами с Н. С. Хрущёвым. При полёте над территорией Советского Союза по радиотелевизионной системе поступали изображения космонавта.
Рекордная на тот момент продолжительность полёта — 25 часов 18 минут (17 витков).
В то же время корабль «Восток-2» находился в полёте 25 часов 11 минут. Г. С. Титов, как и все космонавты, летавшие на «Востоках», на последнем этапе посадки, после торможения спускаемого аппарата в атмосфере, на высоте 7 км катапультировался из кабины и совершил приземление на парашюте, в результате чего находился в полёте на 7 минут дольше, чем спускаемый аппарат корабля. Приземление прошло вблизи города Красный Кут на вспаханном поле, недалеко от железнодорожного пути.
Резкое увеличение продолжительности полёта по сравнению с первым кораблём «Восток-1» объясняется не только более сложной программой, но и физическими причинами. Использование проверенной орбиты «Востока-1» и того же района посадки в Поволжье требует увеличения продолжительности на целые сутки, чтобы за время полёта Земля совершила полный оборот. В этом полёте впервые в советской программе были отмечены неприятные последствия длительного пребывания в невесомости. Однако Титов сумел найти свой способ для облегчения адаптации. По результатам полёта были разработаны эффективные тренировки вестибулярного аппарата, позволившие эффективно бороться с космической болезнью. Также были приняты рекомендации Титова о смягчении нагрузки при подготовке космонавтов.
В 1964 году спускаемый аппарат корабля Восток-2 был использован как массо-габаритный макет во время испытания системы мягкой посадки корабля Восход. Во время сброса с высоты 10 километров парашют не раскрылся из-за неправильной укладки, аппарат разбился.

## Дополнительные факты
- 8 августа 1961 года Герман Титов, докладывая о подробностях полёта, дал честное описание мешавших космонавту работать и отдыхать симптомов — тошноты, рвоты, подавленности, потери ориентации, боли при повороте головы и движениях глаз.

В общем, было так: примерно на 3-4-м витке я почувствовал в лобных пазухах какую-то тяжесть, но я думал, что это естественно. <…> Я почувствовал, что, когда я поворачиваю глаза, гляжу влево, вправо, вверх — очень больно поворачивать их, боль такая ощущается. <…> Нельзя сказать, чтобы это было плохое состояние, но в то же время как-то несколько угнетало. Муторное. Вот именно, муторное. Вот это слово. <…>Герман Титов
Состояние, описанное Титовым, назвали синдромом космической адаптации или «космической болезнью».
- В честь 55-летия «Восток-2» в Алтайском мемориальном музее им. Титова представили фотоснимки, сделанные космонавтом в космосе, оригинал «Дела о рекордах космического полёта гражданина СССР Германа Степановича Титова на космическом корабле-спутнике „Восток-2“ 6 — 7 августа 1961 года» с подробным описанием полёта и копию бортового журнала[4].

## Документалистика
- «Снова к звёздам». Документальный фильм. Московская киностудия научно-популярных фильмов. 1961 год. Режиссёры Д. Боголепов, Г. Косенко.[12][13]

## В филателии

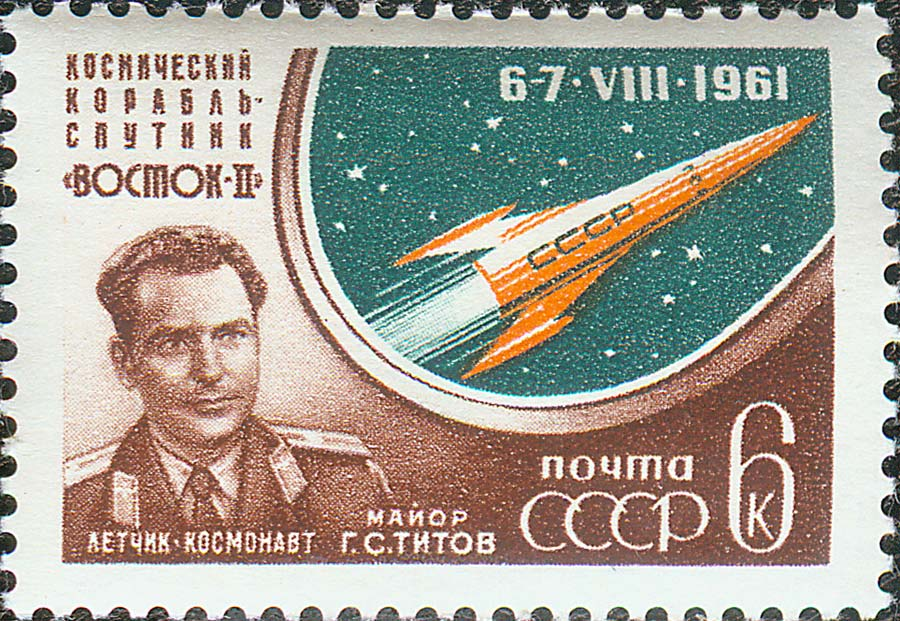
Почтовая марка СССР - Титов Герман Степанович, Герой Советского Союза
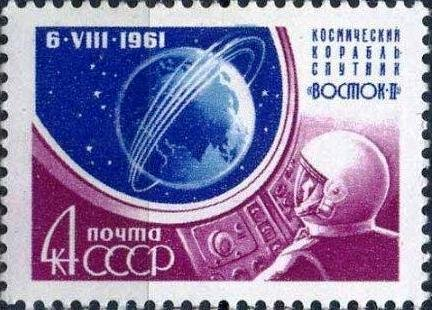
Почтовая марка СССР, 1961 год.
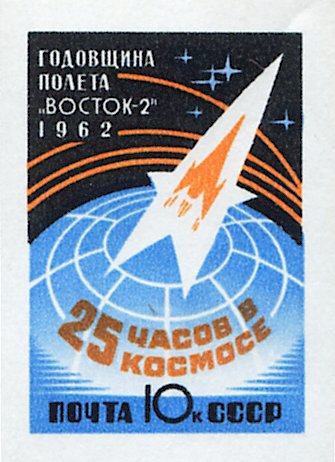
Почтовая марка СССР, 1962 год.